# Волошин Матвій
Волошин Матвій (м. Богуслав, 18 століття) — кобзар. Придворний бандурист. У нього в 1748 р. вчився гайдамацький бандурист Данило Рихлиєвський.